# Old Greenwich
Old Greenwich es un lugar designado por el censo ubicado en el condado de Fairfield en el estado estadounidense de Connecticut.

## Geografía
Old Greenwich se encuentra ubicada en las coordenadas 41°01′22″N 73°33′53″O / 41.02278, -73.56472.